# هبویل، نوا اسکوشیا
هبویل (به انگلیسی: Hebbville) یک منطقهٔ مسکونی در کانادا است که در نوا اسکوشیا واقع شده‌است. هبویل ۷۸۰ نفر جمعیت دارد.